# Aldir Mendes de Souza
Aldir Mendes de Souza (São Paulo, 17 de mayo de 1941-12 de febrero de 2007) fue un artista plástico y médico especializado en cirugía plástica.

## Biografía
Autodidacta, comenzó a exponer en 1962 y desarrolló investigaciones en varios sectores del arte contemporáneo, principalmente en el campo de lyópintura. Construiu una carrera sólida a lo longo de más de 40 años actuando en el escenário de las artes plásticas de Brasil y del exterior. 
A partir del 1969 eligió la planta de café como símbolo de la naturaleza y lo representó por una figura circular de contornos sinuosos. De la planta del café surgió el cafetal, formado por la disposición regular del arbusto en filas. El considerar las figuras en serie lo llevó a la perspectiva, y a su síntesis formal la geometrización.
En la década de 1970, desarrollo una extensa obra referenciada en el campo y en la ciudad. En 1979 realizó una exposición baseda en la arquitectura de edificios, explorando la forma rectangular de las ventanas. El año siguiente, desarrollo una série de pinturas abstractas geométricas a partir de la figura del rectángulo. 
En el 1982 comemoró los 20 años de pintura con una gran exposición retrospectiva en el Museo de Arte Brasilera de la Fundación Armando Alvares Penteado (FAAP), donde fue lanzado el libro "Aldir Geometria da Cor". En la época su tema era "Ciudad X Campo", presentando formas despojadas, todavía bajo la influencia de los trabajos abstractos.
En 1985, presentó la fase "Geo/Metria", que es una síntesis de su pintura abstracta de 1980, y del paisaje rural. Utilizó, a partir de ese momento, el retángulo en perspectiva oblíqua como símbolo, eliminando al línea del horizonte de sus paisajes.
A partir de 1987 desarrolló los trabajos de pintura en concreto colorido, aprovechando su experiéncia anterior en la realización de murales. Propuso la horizontalización de la pintura, proporcionando al observador una visión desde arriba de las obras.
En 1990 presentó la serie de pinturas inspiradas en el círculo cromático. 
En el año 1991 volvió al tema de las ciudades mostrando el conjunto "Relatividade Metropolitana". En el mismo año, expuso com artistas abstractos geométricos brasileños e italianos en el MASP y en el Museu Nacional de Belas Artes en Roma y Salerno. Participaram Corpora, Straza, Barsoti, Saciloto y Ianelli.
En 1992 completó los 30 años de pintura con una exposición en el Paço das Artes en São Paulo, y lanzando el libro "Geometrie Parlanti" (Geometrías Parlantes), editado en Italia. Todavía en 1992 iniciou la serie de la "Trajetória e Velocidade da Cor" (Trayectoria y Velocidad del Color) y de la "Paisagem Subatômica" (Paisaje Subatómica).
En 1993 realizó tres exposiciones simultáneas en el Campus de la Universidad de São Paulo. En el Museo de Arte Brasileira de la FAAP, presentó la serie "Movimento da Cor" (Movimiento del Color) en 1994.
En 1997, expuso con Volpi, Weissman y Ianelli en el MASP, en el Museo de Arte Moderna de Río de Janeiro y en el Museo de Brasília, con el proyecto "Poetas do Espaço e da Cor" (Poetas del Espacio y del Color).
En 1998 desarrollo la serie de pinturas denominadas "Arco Íris", con colores claros y aéreos, reintroduciendo la línea de horizonte en los conjuntos de paisajes rurales. 
En 1999 inició la serie de los "cuartetos". En 2001 los presentó en la Pinacoteca do Estado de São Paulo, en una instalación denominada "Pintura para Pisar". 
Comemoró 40 años de pintura en 2003 con exposición en el MASP Centro - São Paulo. Lanzó el libro "Obsessão pela Cor" (Obsesión por el Color), con textos de Frederico Moraes e Olívio Tavares de Araújo, en el "Espaço Cultural Blue Life", mostrando obras que ilustraban la publicación. 
En los años de 2004 y 2005 realizó exposiciones individuales en galerías de Río de Janeiro, São Paulo, Mato Grosso do Sul y Brasilia, exponiendo la fase "Geometría Brasileña".
A lo largo de su carrera participó de eventos destacados como la Bienal Internacional de São Paulo en 1967, 1969, 1971, 1973 y 1977; Bienal Ibero Americana de México, en 1987 y 1989; Bienal de la Havana, Cuba, en 1991 además de diversas exposiciones individuales en galerías de los Estados Unidos, Italia, Portugal, Francia y España. 
En 2005 Aldir descobrió ser portador de una grave leucemia.
En 2006 realiza la exposición "Cores do Buraco Negro" (Colores del Agujero Negro), con la presentación de la bailarina Larissa de Moraes, en el Centro Brasileño Británico, em São Paulo.
Debilitado por la enfermedad no dejó de producir, utilizando inclusive de la enfermedad como motivación e inspiración para sus obras a través de la serie "Campos de Batalla", en que hace analogía a la batalla contra la enfermedad. Interrumpido por el agravamiento de su cuadro clínico Aldir no alcanzó a exponer la nueva fase.